# Natasha Asghar
Natasha Asghar (octubre de 1983) es una política británica. Fue la primera mujer perteneciente a una minoría étnica en convertirse en diputada del Senedd. Fue nombrada una de las 100 mujeres más inspiradoras de 2021 por la BBC.

## Trayectoria
De ascendencia paquistaní, su padre el asambleísta conservador Mohammad Asghar. Asghar estudió en la escuela privada Rougemont en Newport, y luego obtuvo su licenciatura en Política y Política Social y su maestría en Política y Medios Británicos Contemporáneos de la Universidad de Londres.
Residió durante 20 años en Londres antes de mudarse a Gales. En 2007, Asghar se presentó como candidata del Plaid Cymru en las elecciones a la Asamblea Nacional de Gales por Blaenau Gwent y para el escaño de Gales en las elecciones europeas de 2009.
Se unió al Partido Conservador el 8 de diciembre de 2009 a la vez que lo hizo su padre, que abandonó el partido el mismo año.Fue contratada como miembro de personal de apoyo en el Senedd en 2010. Se presentó sin éxito a las elecciones a la Asamblea Nacional de Gales de 2011 por Torfaeny a las elecciones al Parlamento del Reino Unido de 2015 y del 2017 por Newport East como conservadora.
Fue elegida para el Senedd en las elecciones Senedd de 2021 para representar al Este de Gales del Sur. Se convirtió en la primera candidata femenina de una minoría étnica en ser elegida como miembro del Parlamento galés. Poco después fue nombrada Ministra de Transportes en la oposición. Como ministra de Transporte en la oposición, apoyó la creación de una tarjeta de viaje para todo Gales similar a la Oyster card, la tarjeta de transporte de Londres. También encabezó la postura del Partido Conservador galés al criticar la reducción de las zonas con límite de velocidad de 30 mph a 20 millas por hora.
El 22 de mayo de 2023, Asghar anunció que se presentaría a la nominación del Partido Conservador para la alcaldía de Londres en las elecciones a la alcaldía de Londres de 2024. El 12 de junio se anunció que su intento de convertirse en una posible candidata a la alcaldía de Londres fracasó al no encontrarse en la lista de tres candidatos del partido. En mayo de 2024, se anunció que Asghar estaba siendo investigada por el Comisionado de Normas de Senedd por su descripción del límite de 20 mph como una regla "general" sin tener en cuenta las necesidades de los distintos conductores.
Después de que Andrew RT Davies renunciara como líder de los conservadores galeses y fuera reemplazado por Darren Millar, Asghar fue reasignada al papel de Secretaria del Gabinete  para la Educación en oposición. 

## Reconocimientos
En mayo de 2021, Asghar fue nombrada una de las "5 fuerzas del cambio" de la revista Vogue británica. Ese mismo año, fue incluida en la lista las 100 mujeres de la BBC 2021.